# Mesaka (langue)
Pour les articles homonymes, voir Mesaka.
Le mesaka (ou banagere, iyon, messaga, messaga-ekol, messaka, ugare) est une langue bantoïde méridionale tivoïde parlée au Cameroun dans la région du Sud-Ouest, le département du Manyu, le long de la frontière avec le Nigeria au nord-est d'Akwaya, également dans le département du Menchum de la région du Nord-Ouest, aux environs de Mbengwi.
En 1982 on a dénombré environ 14 000 locuteurs au Cameroun. 